# Wangerooge
Wangerooge é um município da Alemanha localizado no distrito de Friesland, estado de Baixa Saxônia.

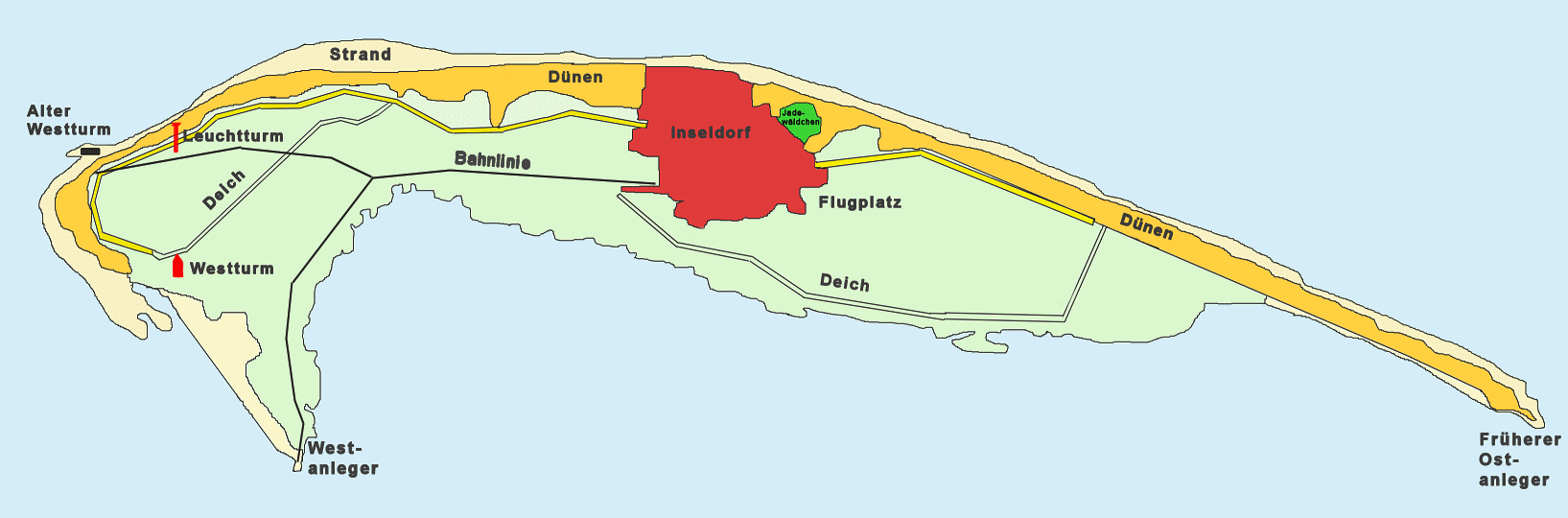
Mapa de Wangerooge
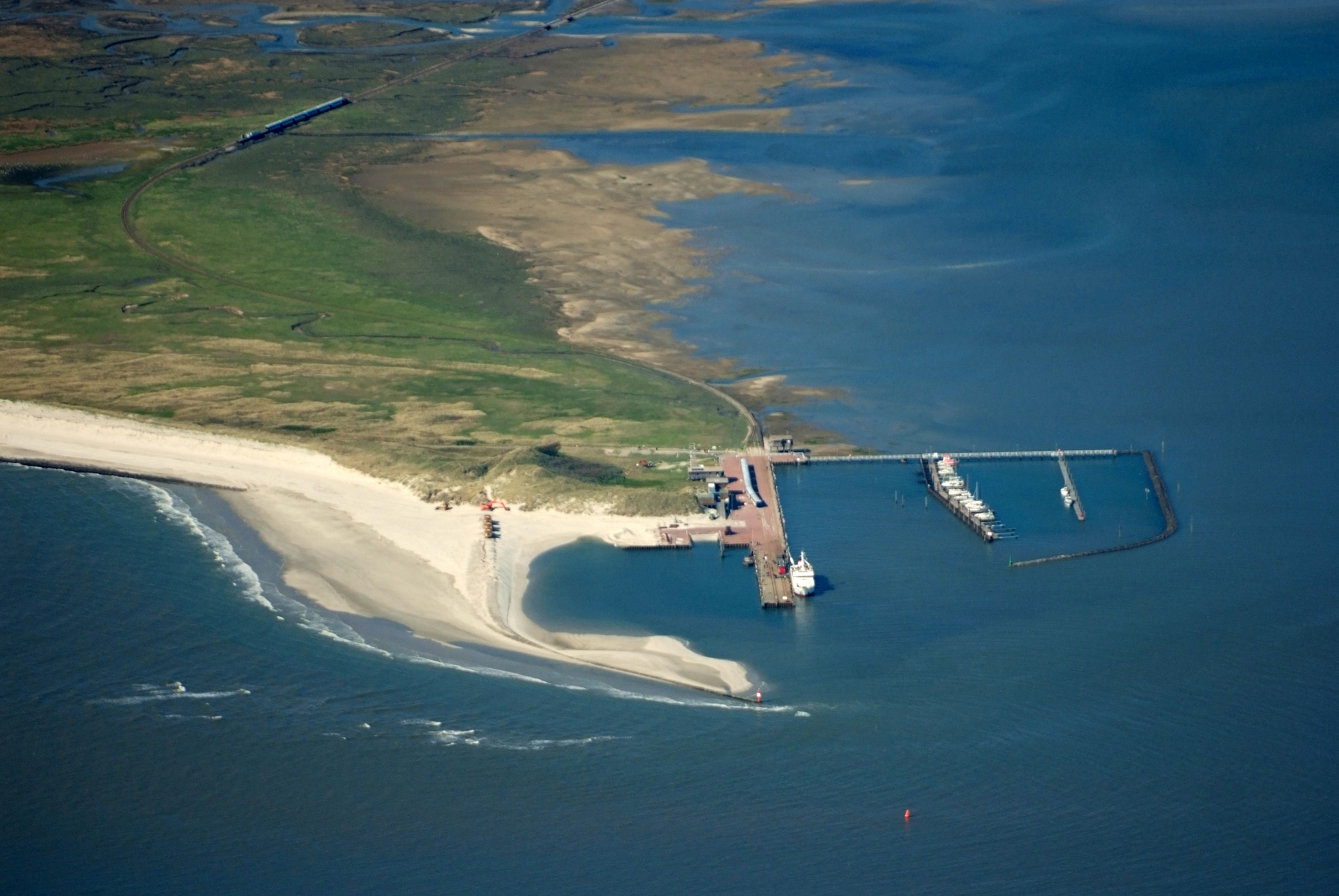
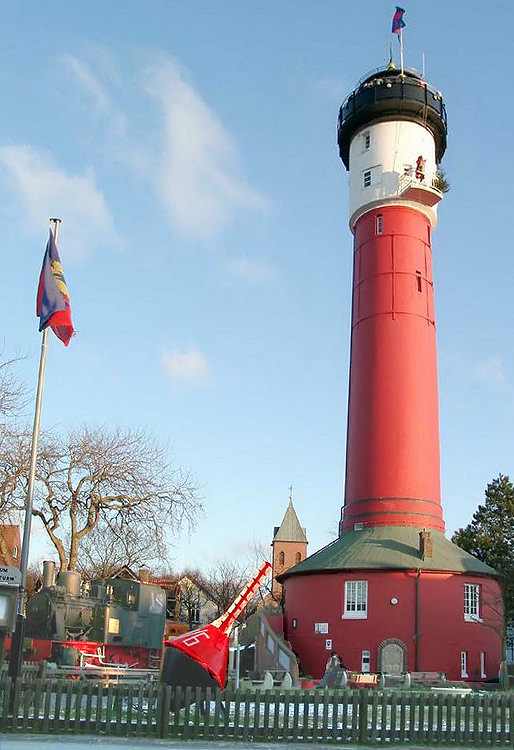
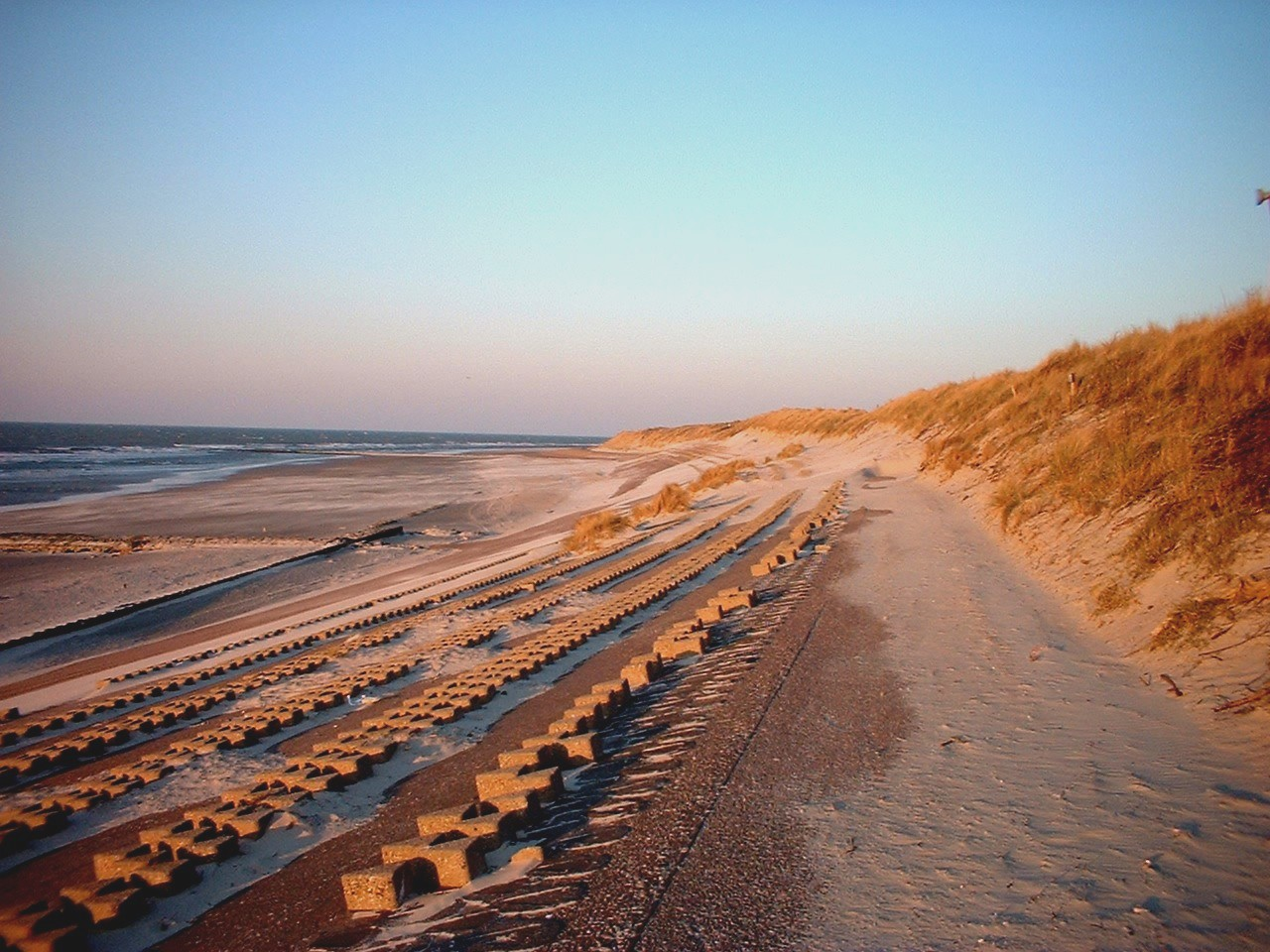
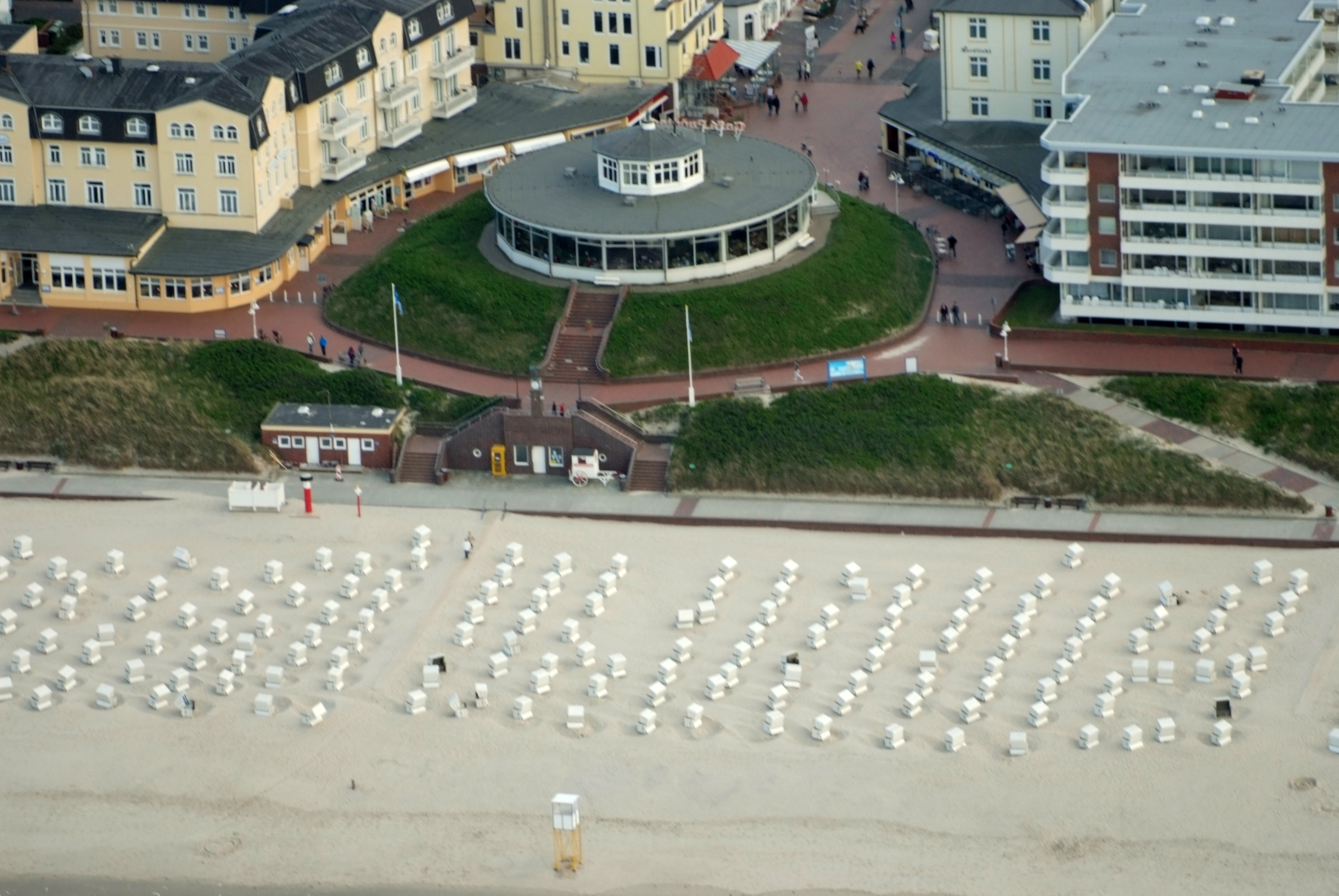
Café Pudding